# Agència Europea de Drets Fonamentals
L'Agència Europea de Drets Fonamentals (FRA) és una agència de la Unió Europea (UE) que vetlla pel compliment dels drets fonamentals dels ciutadans de la UE.

## Història
Fou creat el 2007 pel Consell de la Unió Europea i el Parlament Europeu en substitució de l'Observatori Europeu del Racisme i la Xenofòbia (EUMC). Té la seu a la ciutat austríaca de Viena.
El seu actual director executiu és Beate Winkle.

## Funcions
La seva funció és "reunir i analitzar dades sobre els drets fonamentals en relació amb, en un principi, tots els drets enumerats en la Carta dels Drets Fonamentals de la Unió"; no obstant això, el seu propòsits se centren sobre "les àrees temàtiques en l'àmbit del dret comunitari europeu", parant un especial esment sobre la problemàtica del racisme i la xenofòbia.
Igual que l'anterior EUMC, els seus principals mètodes d'operació són la investigació, informes, prestació d'assistència especialitzada a les Institucions de la Unió Europea, els Estats membres, i els països candidats a l'adhesió, i l'educació del públic. Aquesta agència no té la capacitat d'intervenir en casos individuals, deixant aquesta responsabilitat al Tribunal Europeu de Drets Humans, sinó que més aviat investiga les grans qüestions i tendències.